# Utopie e piccole soddisfazioni
Utopie e piccole soddisfazioni è il terzo album in studio di Bologna Violenta, alias Nicola Manzan, polistrumentista italiano, pubblicato il 27 gennaio 2012 per Wallace Records e Dischi Bervisti, e distribuito da Audioglobe.
A differenza degli album precedenti, questo disco non è interamente strumentale, ma presenta quattro brani cantati: tra questi vi sono You're enough, a cui partecipa J. Randall degli Agoraphobic Nosebleed, e Valium, Tavor, Serenase (cover dei CCCP Fedeli alla linea), cantata da Aimone Romizi dei Fast Animals and Slow Kids.

## Tracce
1. Incipit – 1:36
2. Vorrei sposare un vecchio – 1:38
3. Utopie – 0:58
4. Sangue in bocca – 0:50
5. Costruirò un castello per lei – 1:10
6. È sempre la solita storia, ma un giorno muori – 0:51
7. Valium, Tavor, Serenase (cover dei CCCP Fedeli alla linea) – 1:29
8. You're enough – 0:32
9. Lasciate che i Potenti vengano a me – 0:37
10. Remerda – 1:06
11. Intermezzo – 2:03
12. Il convento sodomita – 1:35
13. Terrore nel Triregno – 0:43
14. Mi fai schifo – 1:05
15. Il bimbo – 0:38
16. Lutto nella testa – 0:38
17. Piccole soddisfazioni – 0:59
18. Popolo bue – 0:42
19. Le armi in fondo al mare – 2:04
20. Transexualismo – 2:17
21. Finale – con rassegnazione – 5:55

## Formazione
- Nicola Manzan - chitarre, violino, sintetizzatori, drum machine

### Ospiti
- J. Randall - voce in You're enough
- Aimone Romizi - voce in Valium, Tavor, Serenase
- Franz Valente - voce in Mi fai schifo
- Nunzia Tamburrano - voce narrante in Remerda